# ۱۲۴۰ (میلادی)
۱۲۴۰ (میلادی) هزارو دویست و چهلمین سال تقویم میلادی است.

## درگذشتگان
- مکزون سنجاری ادیب، مؤلف، شاعر صوفی و فقیه علوی شامی.

‎